# احمد آرام
احمد آرام (زادهٔ ۷ فروردین ۱۲۸۱ تهران – ۱۴ فروردین ۱۳۷۷ ایالات متحدهٔ آمریکا) مترجم، عضو مکتب متاع و نویسندهٔ معاصر بود. وی در تدوین دائرةالمعارف فارسی مشارکت داشت و برای ترجمهٔ کتاب الحیات (با عنوان ترجمهٔ   الحیاة )، برگزیدهٔ اولین دورهٔ کتاب سال ایران شد. در کنار فرزندش عیسی در آمریکا بدرود حیات گفت تمامی میراث خود را برای فرزند پسر خودش علی در نظر گرفت.

## زندگی
احمد آرام در ۷ فروردین ۱۲۸۱ (۱۸ ذیحجهٔ ۱۳۱۹) برابر با ۲۸ مارس ۱۹۰۲ در محلهٔ چاله‌میدان تهران زاده شد. پس از پایان تحصیلات متوسطه از دارالفنون، در سال ۱۳۰۴ به تدریس فیزیک و شیمی پرداخت. او متوجه شد که درس‌های تجربی به‌صورت نظری و بدون فعالیت آزمایشگاهی تدریس می‌شود. او به ابتکار جدیدی دست زد و کتابی با عنوان هدیهٔ سال نو «مجموعه تجربیات فیزیکی و شیمیایی» منتشر کرد. «هدیهٔ سال نو» نخستین کتاب آموزشی در کارهای آزمایشگاهی شامل آزمایش‌های فیزیک و شیمی است که آرام آن را در بهمن سال ۱۳۰۴ تألیف کرده است. احمد آرام سپس به رشتهٔ حقوق روی آورد ولی پس از چندی آن را رها کرد و به پزشکی تمایل یافت، ولی این یک نیز چندان پایبندش نکرد و سال آخر پزشکی، آن را نیز رها کرد و به فعالیت‌های فرهنگی و ترجمه روی آورد. وی به‌همراه  دکتر نصیری از بنیان‌گذاران تألیف کتاب‌های درسی در ایران است و مدتی در سمت معاون وزیر آموزش‌وپرورش در دههٔ ۲۰ خورشیدی فعالیت داشته است.
احمد آرام یکی از نخستین مؤلفان کتاب‌های درسی و آموزشی بود که هم به‌تنهایی و هم با کمک دیگران کتاب‌های فیزیک و شیمی دبیرستان را تألیف کرد. از روی علاقه‌ای که به امیرکبیر داشت نام مجموعه‌ای از کتاب‌های خود را به نام «مجموعهٔ امیر» نام‌گذاری کرد. احمد آرام تا حدود سال ۱۳۳۰ نزدیک به چهل جلد کتاب درسی و آموزشی نوشت.

احمد آرام یکی از پرکارترین مترجمان معاصر است که بیش از یک‌ صد و چهل اثر از زبان‌های انگلیسی فرانسه و عربی ترجمه کرده است. وی در ترجمهٔ کتاب‌ها دقت می‌کرد تا معادل‌های فارسی مناسب برای واژه‌های خارجی بیابد و از اصطلاحات و واژه‌های فرنگی استفاده نکند. خود وی دراین‌باره می‌گوید: 
«من در زمینهٔ طب کتابی ترجمه کرده‌ام که حدود ۱۲۰۰ صفحه دارد. در این کتاب سعی کرده‌ام حتی یک کلمهٔ فرنگی نیاورم. البته کار بسیار مشکلی است، ولی من این کار را انجام دادم.»

## مرگ
احمد آرام روز ۱۴ فروردین ۱۳۷۷ برابر با ۳ آوریل ۱۹۹۸ در ایالات متحدهٔ آمریکا بدرودِ حیات گفت و پیکرش طی مراسمی در روز ۲۲ فروردین پس از انتقال به تهران، به خاک شد. وی در سال ۱۳۸۲ به‌عنوان یکی از چهره‌های ماندگار برگزیده شد.

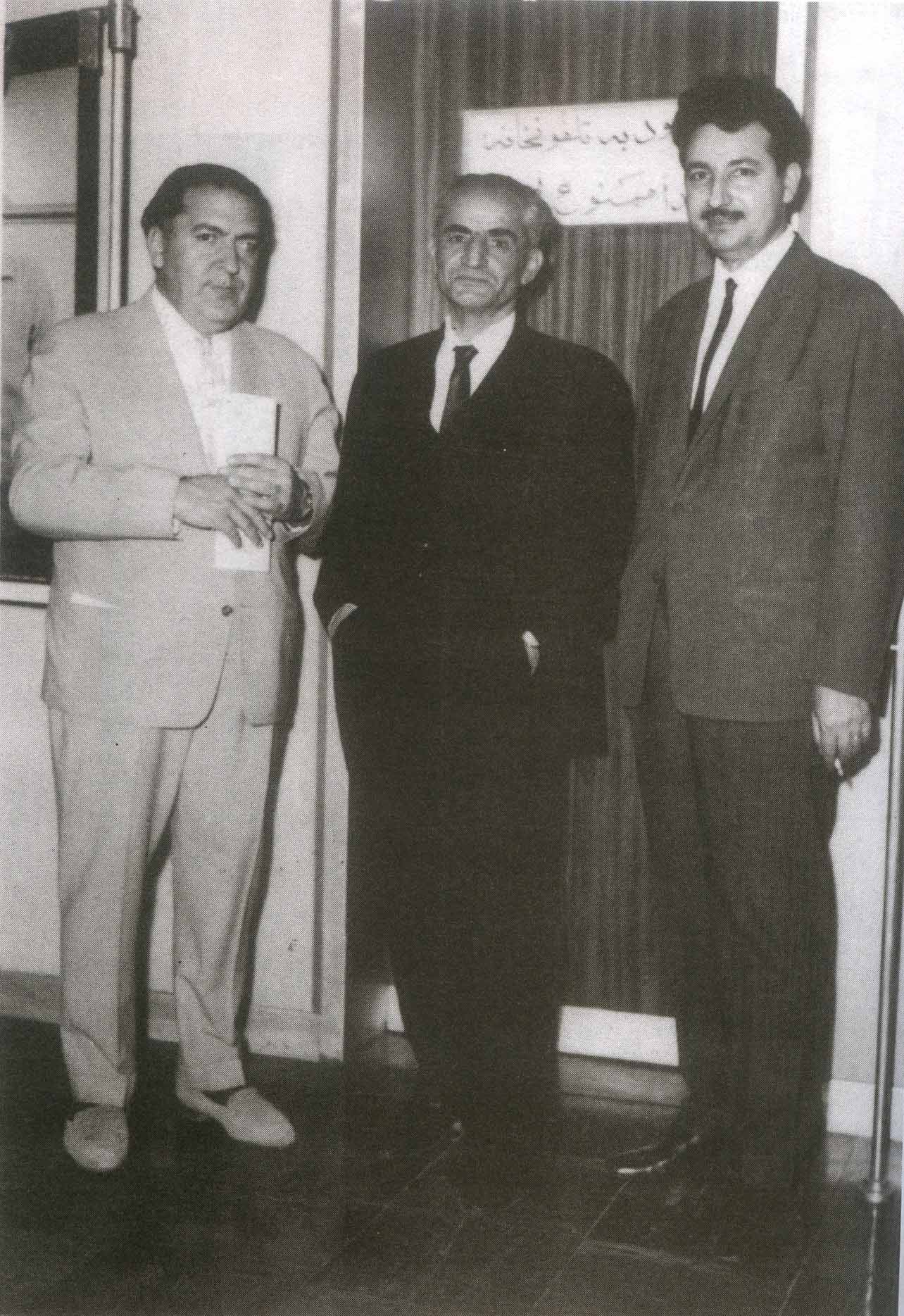
از راست به چپ پرویز شهریاری، احمد آرام و باقر امامی تالار شرکت نفت، بزرگ‌داشت بیست‌ و پنجمین سال انتشار مجلهٔ سخن

## آثار
وی بیش از ۲۰۰ اثر از زبان‌های انگلیسی، فرانسه و عربی ترجمه کرده است. برخی از آثار ترجمهٔ او از این جمله‌اند:
- اثبات وجود خدا (نوشتهٔ جان کلوور مونسما)
- سه حکیم مسلمان (نوشتهٔ حسین نصر)
- علم و تمدن در اسلام (نوشتهٔ حسین نصر)
- پیدایش و مرگ خورشید
- تکامل فیزیک (تألیف آلبرت اینشتین و لئوپولد اینفلد)
- علم، نظریه و انسان (تألیف اروین شرودینگر) ناشر: شرکت سهامی انتشار
- تاریخ تمدن (جلد اول: مشرق‌زمین گاهوارهٔ تمدن) (نوشتهٔ ویل دورانت)
- انتقال علوم یونانی  بعالم اسلامی (تألیف  دلیسی  اولیوی)
- تاریخ علم (تألیف جرج سارتن)
- چگونه مسئله را حل کنیم؟ (اثری از جرج پولیا)
- شش بال علم
- متفکران اسلام (نوشتهٔ بارون کارا دو وو)
- حدس‌ها و ابطال‌ها (نوشتهٔ کارل پوپر)
- هگل و مبانی اندیشه معاصر (نوشتهٔ امیرمهدی بدیع)
- یونانیان و بربرها (نوشتهٔ امیرمهدی بدیع)
- راهنمای پزشکی خانواده نوشتهٔ گروهی از نویسندگان[۵]
- هیئت
- لغت‌های قرآن
- فلسفه علم کلام (نویسنده هری اوسترین  ولفسن) ناشر الهدی
- معلم نمونه
- اندیشه‌های کلامی شیعه (نوشتهٔ مارتین  مکدرموت)
- الحیات (نوشتهٔ محمدرضا حکیمی)
- فلسفه تربیت
- علم و مردم
- چگونه روح‌های محکم و زنده بسازیم؟
- حساب‌های دیفرانسیل و انتگرال برای همه
- منطق اکتشاف علمی (نوشتهٔ کارل پوپر) انتشارات سروش

## آرام‌نامه
کتاب آرام‌نامه در سال ۱۳۶۱ به‌همت انجمن استادان زبان و ادبیات فارسی و به‌قلم  دکتر مهدی محقق تدوین شده و شامل خاطراتی از او و گفت‌وگوهایی با او است.